# Walentin Witaljewitsch Rumjanzew

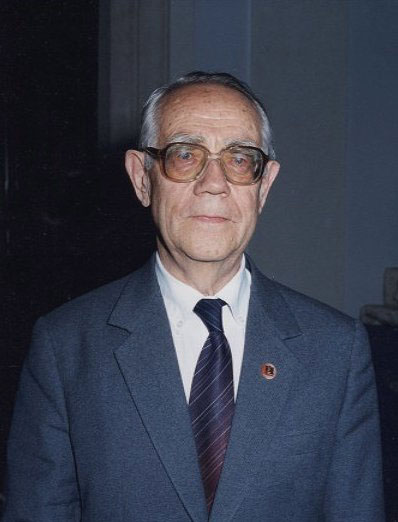
Walentin Rumjanzew

Walentin Witaljewitsch Rumjanzew, russisch Валенти́н Вита́льевич Румя́нцев, englische Transkription Valentin Vitalievich Rumyantsev, (* 19. Juli 1921 im Gouvernement Saratow; † 10. Juni 2007 in Moskau) war ein sowjetischer Mathematiker und Mechanik-Experte.
Rumjanzew studierte an der Staatlichen Universität Saratow mit dem Abschluss 1945 und wurde 1948 in Moskau am Institut für Mechanik (IMAS) der Akademie der Wissenschaften bei Nikolai Gurjewitsch Tschetajew promoviert und 1953 habilitiert (russischer Doktortitel). 1961 bis 1964 leitete er am IMAS die Abteilung analytische Mechanik. Er war ab 1956 Professor für theoretische Mechanik an der Lomonossow-Universität. Er leitete ab 1986 die Abteilung Mechanik beim Rechenzentrum der Russischen Akademie der Wissenschaften (CCAS). Dort war er schon ab 1965 als leitender Wissenschaftler und leitete ab 1973 die Unterabteilung Stabilitätstheorie und Mechanik von Kontrollsystemen.
2004 erhielt er den Ljapunow-Preis. Er war Mitglied der International Academy of Astronautics und der Russischen Akademie der Wissenschaften (korrespondierendes Mitglied ab 1970, volles Mitglied ab 1992), erhielt den Staatspreis der UdSSR (1980) und der Russischen Föderation (1996) sowie den Orden des Roten Banners der Arbeit und den Orden der Oktoberrevolution. Außerdem erhielt er den Humboldt-Forschungspreis.
1981 bis 2007 war er Herausgeber der russischen Zeitschrift Angewandte Mathematik und Mechanik.
Rumjanzew arbeitete an der Steuerung und Stabilität dynamischer Systeme, wie sie beispielsweise in der Raumfahrt eingesetzt werden.